# Anne Alix
Pour les articles homonymes, voir Alix.
Anne Alix est une réalisatrice française née en 1964 à Paris.

## Biographie
Après des études d'histoire, Anne Alix s'est orientée vers le cinéma. Elle a réalisé notamment plusieurs documentaires.
Elle s'est installée à Marseille en 2000.
Son premier long métrage de fiction pour le cinéma, Il se passe quelque chose, présenté au festival de Cannes dans la sélection de l'ACID, est sorti en 2018,.
En 2019, elle réalise un documentaire Europe mon beau pays qui retrace le projet Europe In C autour de l’œuvre de Terry Riley mené par Nathalie Négro.

## Filmographie

### Courts métrages
- 1994 : Gueule de loup
- 1995 : Hospitalsilence?
- 1999 : Paradise
- 2011 : Une île
- 2013 : Omegaville
- 2015 : Ce tigre qui sommeille en moi

### Longs métrages
- 2002 : Dream Dream Dream (téléfilm)
- 2018 : Il se passe quelque chose